# Hellschreiber
Hellschreiber (dalekopis Hella) – wynaleziony przez Rudolfa Hella rodzaj dalekopisu. Był stosowany do połowy XX wieku przy transmisji danych w sytuacjach, gdy mogły nastąpić zakłócenia (tak przy transmisji drogą radiową czy przez kable naziemne). Idea hellschreibera została opatentowana w 1929. Istotne znaczenie odgrywała w przekazywaniu informacji przez dziennikarzy aż do lat 80. XX wieku. Dziś bywa jeszcze stosowana przez krótkofalowców.

## Sposób transmisji danych
W nowocześniejszych urządzeniach każda litera czy znak pisarski jest zamieniany w raster 7 × 7, a więc w obraz składający się z 49 punktów. Tak też może zostać przesłany tą metodą w gruncie rzeczy każdy znak graficzny. Dlatego ta metoda transmisji odgrywała dużą rolę w krajach azjatyckich.
Dla każdego znaku graficznego nadajnik ma osobną tarczę kodującą, która po naciśnięciu odpowiedniego przycisku w urządzeniu wykonuje obrót. Obracając się tarcza dzięki odpowiednim wypustkom wytwarza impulsy o odpowiedniej długości i charakterystyce.
W odbiorniku dochodzące impulsy elektryczne pobudzają elektromagnes, który dociska przesuwającą się papierową taśmę do pisaka. Pisak ma formę obracającej się z prędkością 60 obr/s spirali (ślimaka). Przy każdym obrocie jest zapisywana jedna kolumna przekazywanego obrazu. Tak więc prędkość transmisji przekracza 8,5 znaku na sekundę. Według współczesnego mianownictwa określić to można jako 420 bit/s. Istniejące linie telegraficzne były więc wystarczające do transmisji danych przy pomocy hellschreibera.

## Dekodowanie i korekta błędów
W przypadku, gdy nadajnik i odbiornik nie są ze sobą zsynchronizowane, jedynym następstwem jest to że, litery są drukowane skośnie, pozostają jednak nadal czytelne. Kolejnym elementem zwiększającym bezpieczeństwo przekazu jest jednoczesne drukowanie znaków dwa razy (jeden pod drugim).

W tej analogowej metodzie transmisji nie ma zastosowania żadna metoda w ścisłym tego słowa znaczeniu korekty błędów. Znaki są dzięki naturalnej redundancji rozpoznawane przez czytającego. Przy całej prostocie tej metody zapewnia to jednak bezpieczeństwo przekazu, które zostało przy użyciu innych środków technicznych dopiero znacznie później osiągnięte i wymagało znacznie bardziej rozwiniętych metod kodowania znaków.

## Patent
Patent dotyczący hellschreibera, nr DE540849, obowiązuje w Niemczech od 3 kwietnia 1929. Od 17 września 1930 jest uzupełniony (nr DE541935).